# Listă de scriitori filipinezi
Aceasta este o listă de scriitori filipinezi.
- Francisco Arcellana
- Francisco Balagtas
- Lualhati Bautista
- Carlos Bulosan
- Cecilia Manguerra Brainard
- Linda Ty Casper
- Ingrid Chua-Go
- Gilda Cordero-Fernando
- Harkin Deximire
- Edmundo Farolan
- Zoilo Galang
- N. V. M. Gonzalez
- Jessica Hagedorn
- Nick Joaquin
- F. Sionil José
- Peter Solis Nery
- José Rizal
- Alejandro R. Roces
- Bienvenido Santos
- Edilberto K. Tiempo
- Kerima Polotan Tuvera